# 669

## مواليد
غريغوري الثاني، بابا الكنيسة الكاثوليكية (توفي 731)
جستنيان الثاني، الإمبراطور البيزنطي (التاريخ التقريبي)
قتيبة بن مسلم، جنرال عربي (التاريخ تقريبي)